# Касна сремза
Касна сремза (Prunus serotina Ehrh.) је свој научни назив добила 1784. године, а аутор је Jakob Friedrich Ehrhart (1742-1795) немачки ботаничар, Линеов ученик. Епитет врсте serotina на латинском значи касна, због времена цветања у односу на већину врста рода. Српски назив је доводи у везу са аутохтоном дивљом трешњом - сремзом (Prunus padus L.).

## Опис врсте
Листопадно дрво које достиже висину од 30 m, а пречник стабла 70-120 cm. Кора је тамнобраон, ситно испуцала, ароматична. Изданци су голи. 
Листови су издужено јајасти или ланцетасти, дуги 5-12 cm, широки 2,5-4,5 cm, на врху постепено зашиљени, при основи клинасти, по ободу ситно тестерасти, а зупци су са жлездицама; при цветању су бронзанозелени, а касније су на лицу сјајни, тамнозелени, на наличју светлији са рђастим длачицама до половине главног нерва. При основи лисне плоче или у горњем делу лисне петељке налазе се крупне жлездице. У јесен су листови интензивно светложути. 
Цветови су у цилиндричним гроздастим цвастима које су дугачке 10-14 cm и 2-3 cm широке, са по 40 цветова и 2-4 листа при основи. Цветови 10-15 mm у пречнику, петочлани са белим круничним листићима и око 20 прашника. 
Коштуница округласта, 8-10 mm у пречнику, у почетку црвена, при сазревању црна. Коштица јајаста, 6-7 mm дуга.

## Ареал
Расте у природи у источном делу Северне Америке: на северу ареал је ограничен на јужни део канадских провинција Онтарио и Квебек, јужна граница ареала је централни део америчких држава Флорида и Тексас. Појединачне популације налазе се у државама Аризона и Нови Мексико и у планинама Мексика и Гватемале. Као пионирска врста, насељава територије лишене вегетације. На средњем западу расте на напуштеним пољима заједно са другим хелиофитним врстама: црним орахом, багремом и америчким копривићем.

## Биоеколошке карактеристике
Врста светлости која се јавља се на богатом влажном земљишту. Расте брзо, прилично је отпорна на мраз, добро подноси сушу, нарочито је отпорна на дим, расте добро у градским условима..

## Значај
Prunus serotina је интродукована у Европу још у XVII веку као декоративна врста, мада је њена декоративност знатно мања од сродних јапанских трешања. У XIX веку ова врста је почела да се користи и у ветрозаштитним појасевима, затим за пошумљaвање пожаришта и као врста која поправља квалитет земљишта.
Листови, гранчице, кора као и семе ове врста је отровно за домаће животиње. Лист, посебно по опадању, садржи цијаногене гликозиде, који варењем прелазе у изузетно токсичну цијановодоничну киселину. Белорепи јелен је једина животиња која може да се храни листовима, а да му не нашкоде. Сам плод није отрован и представља храну за многе животиње, као што су мрки медвед, лисица, веверице, зечеви и многе птице. У људској исхрани може да се једе пресан, а може да буде замена за вишњу у џемовима, кремовима и сладоледу.
Као врста са орнаменталним дрветом користи се и у индустрији намештаја.

### Инвазивност
У неким државама Европе постала је инванзивна средином XX века. Трошкови контроле ове врсте су велики. У Немачкој се годишње потроши 25 милиона евра, у Холандији трошкови контроле износе 150 до 1500 евра по хектару. Механичке мере сузбијања показале су се као делимично успешне, али због великих трошкова, траже се алтернативна решења. 
Од хемијских метода употреба 2,4,5-T показале се ефикасна за биљке до 3m висине. Још један од ефикасних начина уништавања ове врсте је третирање земљишта бромацилом, фенуромом и триклопиром. 
Биолошка контрола: белорепи јелен, врста интродукована код нас, се успешно користи, нарочито ако су у питању велике популације. Као конкурентне врсте биљака користе се: Pteridium aquilinum, Dennstaedtia punctilobula, Aster accuminatus, A. umbellatus, Solidigo rugosa и Danthonia compressa. Користи се и већи број инсеката и фитопатогених организама: Malacosoma americanum, Hydria prunivorata, Phytobia pruni, Phloeotribus liminaris, Synathedon pictipes, Archips spp., Contarinia cerasiserotinae, Coccomyces lutescens, Apiosporina morbosa, Cytospora leucostoma .

## Размножавање
Размножава се и генеративним и вегетативним путем. Максимална продукција плода је у периоду од 30. до 100. годинe. Биљке плодоносе сваке или сваке друге године, зависно од услова станишта.  У килограму има просечно 10 500 зрна, клијавости преко 90%. Семе се шири ендозоохорно. Након сече стабала или пожара, ова врста се јако брзо шири изданачки.
Вегетативно касна сремза се размножава зеленим резницама током јуна и јула из третман  са IBA (0,5%), или зрелим резницама узетим током новембра – децембра. Супстрат за ожиљавање је од једнаких делова тресета и песка. Обично је проценат ожиљавања низак 50% и мање. Хетеровегетативне методе се не примењују, а касна сремза није најбоља ни као подлога због брзог раста и неусклађеног метаболизма са другим представницима рода